# Robert C. Gregg
Robert C. Gregg (* 2. Juli 1938; † 20. März 2023 in Palo Alto) war ein US-amerikanischer Religionswissenschaftler.

## Leben
Er erwarb an der University of Pennsylvania 1969–1974 den Ph.D. in Religiöses Denken: Frühes Christentum, an der Episcopal Divinity School in Cambridge 1960–1963 den Master of Divinity und an der University of the South den B.A. in Englischer Literatur. Er lehrte am Seabury-Western Theological Seminary (Assistant Professor für Sprache und Literatur des Neuen Testaments 1971–1974), an der Duke Divinity School (Associate Professor für frühes Christentum 1978–1987/Assistant Professor für Patristik und mittelalterliche Kirchengeschichte 1974–1978) und an der Stanford University (Professor für Religionswissenschaft 1987–2005/Teresa Hihn Moore Professor in Religious Studies 1999–2005).
Seine Forschungsschwerpunkte waren das frühe Christentum (Institutionen, Denken, Ritual); Juden, „Heiden“ und Christen in der Spätantike; Askese in der römischen und frühchristlichen Zeit; „gnostische“ Formen des Christentums.

## Schriften (Auswahl)
- Consolation philosophy. Greek and Christian „Paideia“ in Basil and the two Gregories. Cambridge 1975, ISBN 0-915646-02-1.
- Athanasius: The Life of Antony and the Letter to Marcellinus. New York 1980, ISBN 0-8091-0309-5.
- mit Dennis E. Groh: Early arianism – a view of salvation. Philadelphia 1981, ISBN 0-8006-0576-4.
- Shared stories, rival tellings. Early encounters of Jews, Christians, and Muslims. Oxford 2015, ISBN 978-0-19-023149-1.